# Clark Dean
Clark Dean, född den 3 februari 2000 i Sarasota, Florida, är en amerikansk roddare.

## Karriär
Vid olympiska sommarspelen 2024 i Paris ingick Clark Dean i det amerikanska lag som tog brons i åtta med styrman.